# Чинквеченто
Чинквече́нто (итал. cinquecento — пятьсот, а также пятисотые годы) — итальянское название XVI века. Историками искусства и культуры используется для обозначения определённого периода в развитии итальянского искусства эпохи Возрождения. В хронологическом отношении подразделяется на период Высокого Возрождения и период Позднего Возрождения. Длился  с 1500 до 1527 год.
Периодом Высокого Возрождения условно именуют время работы наиболее выдающихся мастеров архитектуры, живописи и скульптуры в Риме в начале XVI века. Это время связано с меценатской деятельностью папы Юлия II делла Ровере (1503—1513) и продолжается при папе Льве Х (1513—1521) из семьи Медичи. Заканчивается этот период трагическими датами: смертью Рафаэля 6 апреля 1520 года и разграблением Рима 6 мая 1527 года войсками императора Карла V (итал. Sacco di Roma).
В стилевом отношении период Высокого Возрождения именуется периодом римского классицизма. Именно в эти годы в Риме благодаря усилиям Ватикана рядом работали и конкурировали между собой самые выдающиеся мастера: Рафаэль Санти (в 1508—1520 годах), Леонардо да Винчи (в 1513—1515 годах) и Микеланджело (с 1534 года).
В 1499 году в Рим приехал Донато Браманте. В 1500 году Папа Александр VI назначил его главным архитектором Ватикана. Первым произведением Браманте в Риме стал небольшой круглый храм Темпьетто (1502) — воплощение идеи центрического плана и абсолютной симметрии.
С точки зрения идеологии стиль римского классицизма основывается на сознательном, программном соединении художественных образов язычества и христианства, классических форм античного искусства и гуманистических идеалов новой ренессансной культуры. Искусство этого периода отличается ясностью и классической завершённостью идей и художественной формы, ориентированной на античную традицию. Так, в композиции Рафаэля «Афинская школа» (1509—1510) представлено собрание античных и современных философов и художников. «Общий дух торжественности, присущий изображению, — писал Макс Дворжак, — исполнен чувством внутренней свободы и достоинства… Стиль этот, по-видимому, полностью исходил из давней традиции — и тем не менее представлял собой нечто абсолютно отличное от неё». М. Дворжак называл римское творчество Рафаэля «отвлечённо-идеалистическим течением».
Середина и вторая половина XVI столетия — время формирования искусства маньеризма и римского барокко. Оно включает позднее творчество великого Микеланджело Буонарроти, а также Тициана, Веронезе и Тинторетто в Венеции, Бенвенуто Челлини и флорентийских маньеристов при дворе Медичи.
Мировоззренческие принципы, стилевые и композиционные формы искусства чинквеченто оказали несомненное влияние на искусство последующих веков — от классицизма и неоклассицизма до романтизма и академизма XVII—XX веков.

## Основные деятели
- Рафаэль Санти — художник.
- Джорджо Вазари — художник, архитектор и писатель.
- Леонардо да Винчи — художник и изобретатель.